# Металика
„Металика“ (на английски: Metallica) е американска хевиметъл група от Лос Анджелис, Калифорния, САЩ.
Създадена е през 1981 година от 18-годишния Джеймс Хетфийлд и 17-годишния датски тенисист и хоби-барабанист Ларс Улрих, който се преместил със семейството си от Копенхаген в Калифорния. След две години присъствие на ъндърграунд сцената и няколко демо записа, идва 1983 година, когато музикантите издават първия си студиен албум „Kill 'Em All“. С него Metallica популяризират траш метъла, като този албум през това време се е смятал за най-тежката музика, издавана някога. Групата се превръща във водеща в метъл жанра и през 80-те години следват още три албума и стотици концерти по целия свят. Чрез тях музикантите стават все по-известни и по-влиятелни. Въпреки това, през тези години тяхното влияние и известност са ограничени все още само до границите на метъла и групата се води за сравнително посредствена на световната музикална сцена. Причината се крие в това, че въпреки удивителните музикални умения на четворката, те не желаят да комерсиализират творчеството си и категорично отказват да заснемат клипове, както и песните им да се въртят по известните тогава музикални телевизионни и радио канали. По-късно обаче, в началото на 90-те Metallica показват на света един напълно нов звук и буквално за броени дни се превръщат в една от водещите музикални групи в света, независимо от стиловете музика. Това става с издаването на петия студиен албум, който придобива известност като „Черният албум“ заради чисто черната обложка, като изключение прави логото на групата и змия, които едва се различават от фона. Благодарение на този албум Металика заемат 7-о място като най-продаваната група в историята на САЩ, което продължават да държат и към 2014 година. В световен мащаб групата е продала около 100 милиона сертифицирани копия от своите албуми, а предполагаемите продажби възлизат на около 130 милиона копия. Поради това, а и поради грандиозните турнета продължаващи с години, четиримата музиканти към днешна дата са и едни от най-богатите творци на музика по принцип. Към 2014 година групата държи и един друг рекорд. За първи път в историята на САЩ една и съща група оглавява класациите при продажба на свои 5 поредни албума. Този рекорд става факт през есента на 2008 година, когато излиза деветия албум на групата озаглавен Death Magnetic с продуцент Рик Рубин, определен през 2008 г. от MTV като „един от най-важните продуцент за последните 20 години“ и поставен от списание „Тайм“ в списъка „Топ 100 на най-влиятелните хора в света“ за 2007 г.
От музикална гледна точка композициите на Metallica са сложни и с тежки рифове, но в повечето случаи мелодични, завладяващи и не рядко епични. Послужили са за база на много групи-последователи. Текстовете, дело най-често на вокалиста и ритъм-китарист Джеймс Хетфийлд, са задълбочени, социално насочени, мрачни и изпълнени с протест, бунт или открито агресивни и яростни. Повечето песни на групата са продължителни (рядко под 5 – 6 минути), базирани на един основен риф и състоящи се в повечето случаи от минимум две части с плавен преход и бързи сола.
Групата включва Джеймс Хетфийлд (вокали, китари), Кърк Хамет (соло китари), Ларс Улрих (барабани) и Робърт Трухильо (бас китара). Основният състав е непроменен от 1983 година, с изключение на баса, където след това се сменят трима басисти (през 1986 година поради смъртта на Клиф Бъртън, на негово място застава Джейсън Нюстед, който напуска през 2001 година, поради зачестили спорове с фронтмена Хетфийлд).

## История

### Началото (1981 – 1983)
През 1981 година, роденият в Дания тенисист Ларс Улрих пуска обява в калифорнийското списание Рисайклър (The Recycler), в която търси желаещи музиканти за сформирането на рок група. Ларс е увлечен по рок музиката и барабаните, благодарение на баща си, който на 9-годишна възраст го завежда на концерт на Дийп Пърпъл в Копенхаген. Ларс Улрих се срещат с Джемс Хетфийлд за първи път на 10 май 1981 г. в Newport Beach, CA. 
Металика е създадена на 28 октомври 1981 година от Ларс Улрих и Джеймс Хетфийлд. Същия ден към тях се присъединява Дейв Мъстейн. През януари 1982 година към групата се присъединява бас китариста – Рон Макгавни, който е стар приятел на Хетфийлд от гимназията и участва в предната му група. На 14 март 1982 година е първият концерт на Металика. Макгавни напуска групата на 30 ноември 1982 година. На 28 декември 1982 г. към групата се присъединява басиста Клиф Бъртън, който заменя Макгавни. Той свири за първи път на живо с групата на 5 март 1983 година. На 9 април 1983 година Дейв Мъстейн за последен път свири с групата на концерт в Ню Йорк. На 11 април 1983 година, когато Металика тръгват да запишат дебютния си албум, Дейв Мъстейн бива изгонен от групата. Мъстейн е изгонен, заради системната му злоупотреба с алкохол и наркотици, агресивно поведение, конфликти с останалите членове на групата, както и заради несериозното отношение към работата на групата. Той бива заменен от китариста на Екзъдъс Кърк Хамет. На 1 април 1983 година мениджърът на групата Марк Уитакър се свързва с него по телефона и му предлага мястото на соло-китарист, поради проблемите с Дейв Мъстейн. Хамет официално се присъединява към Металика на 16 април 1983 година. Същия ден той прави първия си концерт с Металика / в Ню Джърси /.  Интересна е историята на името на групата, което всъщност Улрих „открадва“ от метъл промоутъра Рон Кинтана при съвместната им работа по избора на заглавие за ново метъл списание. Кинтана предлага списанието да бъде кръстено „Metallica“, но Ларс дава друго предложение и запазва името „Metallica“ за своята група.
В началото Metallica се изявява като откриваща група на Venom, Ози Озбърн и други метъл величия, свиреща музика, повлияна главно от Black Sabbath, Diamond Head, Judas Priest, Iron Maiden и Thin Lizzy, но прибавяйки много нови елементи към познатото звучене. През 1982 „бял свят вижда“ първото дългосвирещо демо „No Life Till Leather“. Малко преди това е записано и първото парче, намерило място в официален студиен албум – „Hit the Lights“.

### Класическият период (1983 – 1990)
В средата на 1983 г. в състав Хетфийлд, Хамет, Улрих и Бъртън, Metallica записват своя първи студиен албум, озаглавен „Kill 'Em All“. Първоначално Kill 'Em All е щял да се казва „Metal Up Your Ass“, но от музикалния лейбъл сметнали, че то е неподходящо за дебют и групата била принудена да измисли друго. Идеята за новото име била на Клиф Бъртън, който като разбрал за искането на лейбъла казал „Just kill 'em all, man“. Звукът в тази творба е все още суров, а гласът на Хетфийлд бива още недоизваян, но отговарящ на атмосферата в песните, наситени с бързи, галопиращи рифове, скоростни сола и ярост. Това е без съмнение най-тежкият и агресивен метъл албум, издаван дотогава. Басът заема доста по-централна позиция в сравнение с останалите групи и променя напълно представите за използването на този инструмент. Албумът съдържа и уникален бас инструментал, част от който се използва в ръководствата и учебниците по бас китара. Песента, станала известна като „метъл химн“, се нарича „Seek and Destroy“, която създава „канони“ в метъл музиката и остава един от емблематичните образци на жанра до наши дни. Тя присъства в списъка с изпълнения на почти всеки концерт на групата и най-често го затваря.
С втория си албум „Ride the Lightning“ Metallica, само една година след дебюта си, демонстрират невероятно развитие в музикално и текстово отношение. Композициите са значително по-сложни, лириката по-задълбочена, а Хетфийлд звучи много по-сигурно и убедително. Всяка една от песните въвежда по нещо ново и уникално за метъл музиката. Към познатите тежки рифове са прибавени много мелодични пасажи, кратки меланхолии и чисти вокали на места. Този албум включва и първата „балада“ на Metallica „Fade to Black“, представяща плавно преливане от един мотив в друг коренно различен, започвайки бавно и мелодично и завършвайки с тежки насечени рифове. „Ride the Lightning“ е и първият концептуален албум на Metallica. Основна тема е смъртта, която е разгледана от всички гледни точки. Отварящата песен „Fight Fire With Fire“(Сблъсък на огъня с огън) е протест срещу атомните бомби и тяхното създаване и използване.
През 1986 година излиза албумът „Master of Puppets“, включващ осем мрачни и агресивни композиции. Той е отново концептуален и основна тема са манипулациите от всякакво естество – психически, социални, религиозни. Албумът започва и завършва със скоростни траш парчета, а върхът на инструменталната техника е парчето „Orion“, съставено от три части, с многобройни майсторски сола и затрогващи хармонии и написано изцяло от Бъртън.
Триумфът на Metallica е помрачен от гибелта на басиста Клиф Бъртън същата година, който загива след като автобусът, превозващ групата на турне в Швеция катастрофира. Бъртън умира на 27 септември 1986 г. Останалите членове на Metallica се отървават само със стрес и леки телесни наранявания, но Бъртън се озовава затиснат под автобуса. Според шофьора причината е „черен лед“ и това се оказало фатално. Такъв лед обаче не бил открит. Според полицията причината е заспиване на водача, но Джеймс Хетфийлд е на мнение, че шофьорът е употребил алкохол. Клиф е бил застигнат от внезапна смърт, защото е бил заспал до прозореца и при поднасянето на автобуса е излетял навън и после возилото се е стоварило върху него, премазвайки го. Групата е в тотален шок, но все пак решава да продължи творческата си дейност, като за целта се присъединява дългогодишният фен на Metallica Джейсън Нюстед. Присъединява се към групата на 28 октомври 1986 година. Първото му участие с групата е концерт на 8 ноември 1986 година.
След едно издание с кавъри на други групи през 1987 година, с новия басист през 1988 Metallica издават може би най-амбициозния си албум „...And Justice For All“. В него се намира инструменталът „To Live Is To Die“, посветен на загиналия Клиф Бъртън, съдържащ част от написана от Бъртън лирика в края на парчето:
| „ | When a man lies he murders some part of the world - These are the pale deaths which men miscall their lives, All this I cannot bear to witness any longer - Cannot the kingdom of salvation take me home. | “ |

Албумът се отличава със сложността и продължителността на изпълненията (няколко песни достигат продължителност от около 9 минути) и епични текстове. Епосът „One“, написан по антивоенната новела на Далтон Трумбо „Johny Got His Gun“, е първото парче на Metallica, сдобило се с видеоклип. Клипът не е нещо особено по отношение на качество – той няма за цел да се превърне в средство за масово популяризиране на музиката на групата, а просто да илюстрира песента, и именно в това се крие неговата значимост.

### На границата между новата и старата Metallica – Черният албум (1990 – 1991)
След „...And Justice For All“ следва дълъг период на затишие в студиото, като групата почти постоянно е на турне чак до 1990 година. През 1991 година музикантите издават едноименния пети албум „Metallica“, известен повече като „Черния албум“, заради изцяло черната си обложка. Много от феновете на Metallica са разочаровани от по-комерсиално ориентирания звук на албума, чиито песни започват все по-често да се въртят по радиата и телевизията. Музиката е опростена, включени са и две нетипични за Metallica балади – „Nothing Else Matters“ и „The Unforgiven“. Този албум спечелва и много нови почитатели, които дотогава не са слушали групата. Но определно тази творба запазва тежестта на музиката, присъща на своите предшественици, затова спокойно може да бъде причислена към класиките на групата. През 1991, на фестивала Monsters of Rock в Москва, Металика свирят пред публика, изчислена на 1.5 милиона, но според Ларс Улрих публиката е била само от около 500 – 600 хиляди.

### Новата Metallica (1992 – 1999)
След ново продължително затишие и три годишно световно турне (групата обикаля два пъти земното кълбо) Metallica издават своя шести студиен албум „Load“ през 1996 година, който силно се различава като стилистика от по-ранните им творби и разочарова част от старите почитатели. Забелязва се рязка смяна на стила, като яростните рифове и бързи сола са заменени от повече блусарски звучащи китари и значително по-мелодични вокали. Много от песните са повлияни от новата гръндж вълна, властваща по това време на музикалната сцена. Доста от тях се сдобиват с клипове. Визията на групата също е променена, косите са къси, дрехите – стегнати и елегантни. Стиловата ориентация е продължена и в „Reload“, издаден 1997, включващ останал материал от предшественика си „Load“.
В стремежа си да покажат своето майсторство и умения в различните стилове, Metallica издават двойния албум „Garage Inc.“, изцяло с кавъри на групи, вдъхновявали ги през годините. Това става през 1998 година, като за първи път в кариерата си Металика са 3 поредни години в студио. Половината от песните са записани в различни периоди от развитието на групата и издавани в различни EP-та, B-Side-ове и бонус дискове (от „Kill 'Em All“ до „...And Justice For All“), останалата част са новозаписани специално за албума преработки. Макар и интерпретации на чужди произведения, Metallica изпълнява по такъв начин песните в албума, че ги карат да звучат като техни собствени.
В период на творческа пасивност Metallica издават албум с кавъри на други групи. Излезлият през 1999 година „S&M“ представлява лайв-албум, записан по време на двата концерта на бандата със Симфоничния оркестър на Сан Франциско, дирижиран от Майкъл Кеймън, през април същата година. Специално за този концерт са създадени две нови песни – „No Leaf Clover“ и „Human“.
Въпреки че групата е обвинявана в комерсиализация и в тотална промяна на стила, като стремеж да изглеждат атрактивно съобразно с новите модни тенденции на световната музикална сцена, концертите им и до днес са незабравими събития. Те се посещават от десетки, понякога стотици хиляди фенове и почти всяка година Metallica оглавяват най-големите рок фестивали по света. Концертите са енергични и дълги, а в сетовете преобладават най-големите хитове на четворката, като често в изпълненията присъства и много импровизация, така че познатите мелодии звучат и като нещо ново, без обаче да се изкривява основната структура на песните. Изпълненията на живо се отличават и с множество пироефекти и светлинно шоу.
През 1997 година по време на цялото турне Metallica представят шоу, при което в края на концерта се разрушава цялата сцена, включително прожекторите, а голяма част от апаратурата буквално се взривява. В този добре планиран и подготвен театър играят истински актьори и каскадьори. Сцената се превръща в горящ ад, падат прожектори, хаосът е пълен, тичат хора, обгърнати в пламъци и надаващи ужасяващи писъци. След това всичко утихва и настава пълен мрак и тишина. Минута-две по-късно музикантите се появяват отново и се извиняват за инцидента и за уплахата, която са причинили на публиката. Последните няколко песни групата изпълнява на малък подиум, останал в средата на разрушената сцена и при осветление от няколко крушки. Тази суперпродукция струва два милиона долара на седмица според барабаниста Ларс Улрих. Съществува и DVD, заснето по време на концерт от турнето във Форт Уърд – Тексас. През 1999 г. Metallica изнасят първия си концерт в България в Пловдив, който обаче макар и добре посетен (по различни данни между 50 000 и 60 000 души) не се отличава с кой знае каква атрактивност. През 2008 и 2010 г. изнасят още два концерта в България пред около 60 000 на всеки от тях. По този показател се нареждат на четвърто място в българската музикална история след AC/DC, които през 2010 г. свирят пред около 65 000 души, след концерта на Слави Трифонов и Ку-ку бенд през 2015 г., който събира приблизително 70 000 души и след този на Лепа Брена, който бива посетен от към 110 000 души. 

### Историята с Napster (2000)
През 2000 година групата подема офанзива срещу мрежата „Napster“, която разпространява безплатно песни на Metallica (и много други изпълнители) в mp3 формат, като се стига дори до съдебен процес. Музикантите успяват да спечелят делото, с което разочароват огромна част от техните фенове.

### Оттеглянето на Джейсън Нюстед (2001 – 2005)
През 2001, точно когато Металика влизат в студио, за да запишат новия си албум, след 15 години съвместна работа, на 17 януари 2001 г. басистът Джейсън Нюстед обявява, че напуска групата и се съсредоточава изцяло върху личния си проект „Echobrain“. Първоначално информацията, която от пресцентъра на Металика изнасят е, че Нюстед напуска поради здравословни проблеми. Впоследствие се разбира, че той на практика е принуден да напусне, поради неразбирателство с фронтмена Хетфийлд, което през последните няколко месеца става нетърпимо. Макар в този момент четиримата музиканти да не се разбират изобщо, те приемат много тежко напускането на Нюстед. Въпреки всичко музикантите наемат психоаналитик за групова терапия и продължават да работят по новия си албум, като бас-партиите поема дългогодишния продуцент на групата Боб Рок. През лятото същата година обаче ново нещастие сполетява групата. Джеймс Хетфийлд постъпва в клиника за алкохолици и бъдещето на Металика е сериозно застрашено. Както Ларс Улрих и Кърк Хамет споделят по-късно, те се подготвят да обявят края на Металика, тъй като Хетфийлд отказва да им отговори дали ще се завърне при тях след края на лечението си. Все пак всичко приключва успешно за вокалиста и след 9 месечно отсъствие, той се завръща и Металика започват отново прекъснатата работа по албума. На баса продължава да се изявява Боб Рок. Чак до 2003 година Металика почти нямат изяви. Съществуват само две изключения (концерт в Ню Йорк при откриването на бейзболния сезон през есента на 2002 година и участие в трибюта на Аеросмит през същата година, но тогава бандата не свири, а само изнася реч). След като записите на албума са завършени, към групата спешно се присъединява бившият басист на Suicidal Tendencies и Ози Озбърн Робърт Трухильо. Това става, защото на Металика им се налага бързо да направят прослушване за нов басист, тъй като МТВ ги канят да оглавят тазгодишното издание на МТВ икони. По ирония на съдбата присъединилият се към Voivod Джейсън Нюстед свири за Ози Озбърн на фестивала Ozzfest 2003, тъй като Трухильо вече е приет в Металика и Ози остава без басист. Същата година новият албум „St. Anger“ е издаден, а едноименната песен печели награда „Грами“ за най-добро метъл изпълнение. Отново следват 3-годишни турнета, като междувременно излиза и документален филм за групата озаглавен „Some Kind of Monster“.

### Завръщане към корените (2006 – 2011)
През февруари 2006 групата обявява, че Рик Рубин ще продуцира следващия им албум. На 25 юли 2008 г., на стадион Васил Левски в София групата свири пред около 60 000 зрители. Това е вторият най-посещаван рок концерт в България след този на AC/DC през 2010.
Около месец и половина след това, през септември е издаден новият албум, озаглавен „Death Magnetic“. Албумът отново е концептуален, а както името показва тематиката е смъртта. Този албум изключително много прилича на първите пет, а самите Metallica го определят като „моста“ между албумите „...And Justice For All“ и „Metallica“.. Следва едно от най-дългите турнета на групата, като то продължава чак до ноември 2010 година.
По това време Металика през 2009 г. са вкарани в Залата на славата на рокендрола. Там те свирят за първи път от 8 години насам с Джейсън Нюстед, който също е поканен на събитието. На сцената излизат четиримата настоящи музиканти на групата и Джейсън, като той дублира баса на Трухильо и пее като беквокалист. Поканени са и много други известни музиканти от всякакви стилове музика, които имат приятелски или бизнес отношения с Металика. Междувременно групата свири на няколко концерта на една сцена със Slayer, Megadeth и Anthrax на така нареченото турне на Голямата четворка на Траш метъла. Това събитие се определя като знаково за рок музиката по принцип. Концертите отварят Anthrax, следват Megadeth, Slayer и накрая Металика, като тяхното изпълнение е най-дълго (около 2 часа) за разлика от предходните три (около 1 час за всяка от групите).
На 22 юни същата година турнето преминава и през София, като на стадион Васил Левски отново се събират около 50 000 фена. След ноември 2010 година групата излиза в няколко месечна почивка. През пролетта на 2011 следват още няколко концерта заедно със Slayer, Anthrax и Megadeth.

### Общ проект с Лу Рийд (2011)
На 15 юни 2011 г., Металика обявяват, че са завършили записите на десет песни с певеца-композитор Лу Рийд. На официалния сайт на проекта е обявено, че общ албум, наречен Lulu, ще бъде издаден на 31 октомври (в Северна Америка на 1 ноември). След издаването си албумът е приет изключително негативно от по-голямата част от музикалните критици и особено от феновете на групата.

### Годишнина (2011 – 2012)
Поради фактът, че 2011 година бележи 30 години от основаването на групата, Металика организират четири концерта в Сан Франциско, само за членове на техни фен-клубове от различни държави. Това става между 7 и 11 декември. Там музикантите всяка вечер презентират по една неиздавана дотогава песен, като в началото на 2012 излиза мини-албума Beyond Magnetic. Песните следват стила на издадения през 2008 година албум Death Magnetic и са приети сравнително позитивно от критиката и феновете. На сцената музикантите за втори път след 2000 година излизат с Джейсън Нюстед, като и тук той дублира баса на Трухильо, както 2 години по-рано. Особеното в случая е, че Джеймс Хетфийлд му позволява да изпее „Seek & Destroy“, както се случва на почти всички концерти през 90-те години. Освен Джейсън с Металика делят сцената и много други рок величия, като Ози Озбърн, Роб Халфорд от Джудас Прийст, Гейзър Бътлър от Блек Сабат, Лу Рийд, Боб Рок, Дейв Мъстейн и т.н. По същото време Металика обявяват и предстоящо лятно турне за 2012 в Европа, като публикуват информация, че на концертите ще бъдат изпълнявани всички песни от черния албум от 1991 година. Също така става ясно, че групата работи и по нов (десети) студиен албум, който по техните думи ще излезе най-вероятно през 2013 година или по-късно. Друга информация за албума музикантите не дават, освен че имат около 700 готови рифа и изявлението на басиста Робърт Трухильо, че песните със сигурност отново ще бъдат продуцирани от Рик Рубин, както и в предходния „Death Magnetic“.

### Metallica: Through The Never и бъдещи проекти (2012-)
През 2012 година групата напуска лейбъла Warner Bros. Records и основават свой собствен лейбъл – Blackened Recordings, който да продуцира бъдещите им албуми. През 2013 година Металика участва във филма Metallica: Through The Never, в който има кадри от два техни концерта. През 2014 година Металика записва нова песен – „Lords of Summer“ за техните бъдещи турнета.

### Рекорд за Гинес (2013)
„Металика“ влизат в 60-ото юбилейно издание на Книгата на рекордите на Гинес (2015) с историческия си антарктически концерт. С шоуто си в Антарктида групата е единствената в Света свирила на всичките седем континента на Земята. На 8 декември 2013 година свирят пред около 120 учени и победители в състезание под купол в близост до аржентинската изследователска база „Карлини“. Концертът е озаглавен „Freeze 'Em All“.

### Hardwired... to Self-Destruct (2016)
На 18 ноември 2016 г. излиза новия албум на групата – Hardwired... to Self-Destruct. Той съдържа 12 песни. Има и делукс версия на албума, в която са включени песен в памет на Рони Джеймс Дио, кавъри на песни на Дийп Пърпъл и Айрън Мейдън, както и песни на Металика, изпълнени на живо. Две от песните са пуснати като сингли – „Hardwired“ на 18 август 2016 г. и „Moth Into Flame“ на 26 септември 2016 г.
През 2020 г., по време на карантината, групата прави нова версия на Blackened. В края на 2021 „Металика“ започва турне, прави концерти в САЩ. През май 2022 започват южноамериканските концерти на групата: Бело Хоризонте, Бразилия, Сао Пао, Бразилия, Буенос Айрес, Аржентина, Сантиаго, Чили и др. През юни 2022 започват европейските концерти: Копенхаген, Дания, Ландграаф, Флоренция, Италия, Нидерландия, Прага, Чехия, Hockenheim, Германия, Клисон, Франция, Верхтер, Белгия, Билбао, Испания, Мадрид, Испания, Лисабон, Португалия.  

## Състав
| Настоящи членове - Джеймс Хетфийлд – вокали и ритъм китара (1981 – ) - Ларс Улрих – барабани (1981 – ) - Кърк Хамет – китара (1983 – ) - Робърт Трухильо – бас (2003 – ) |  | Предишни членове - Дейв Мъстейн – китара (1981 – 1983) - Рон Макговни – бас (1981 – 1982) - Клиф Бъртън – бас (1982 – 1986) - Джейсън Нюстед – бас (1986 – 2001) |

## Дискография
| Албум                         | Година на издаване | Музикален издател    | Вид на албума | Стил                                    |  |
| Kill 'Em All                  | 1983               | Megaforce Records    | Студиен албум | Траш метъл                              |  |
| Ride the Lightning            | 1984               | Elektra Records      | Студиен албум | Траш метъл                              |  |
| Master of Puppets             | 1986               | Elektra Records      | Студиен албум | Траш метъл                              |  |
| Garage Days Re-Revisited      | 1987               | Elektra Records      | Кавър албум   | Траш метъл                              |  |
| ...And Justice for All        | 1988               | Elektra Records      | Студиен албум | Траш метъл                              |  |
| Metallica                     | 1991               | Elektra Records      | Студиен албум | Хевиметъл                               |  |
| Load                          | 1996               | Elektra Records      | Студиен албум | Хевиметъл, хардрок                      |  |
| Reload                        | 1997               | Elektra Records      | Студиен албум | Хевиметъл, хардрок                      |  |
| Garage Inc.                   | 1998               | Elektra Records      | Кавър албум   | Траш метъл, хевиметъл                   |  |
| S&M                           | 1999               | Elektra, Vertigo     | Лайф албум    | Симфоник метъл                          |  |
| St. Anger                     | 2003               | Elektra Records      | Студиен албум | Хевиметъл                               |  |
| Death Magnetic                | 2008               | Warner Bros. Records | Студиен албум | Траш метъл, хевиметъл                   |  |
| Lulu                          | 2011               | Warner Bros. Records | Студиен албум | Авант-гард метъл, експериментален метъл |  |
| Hardwired... to Self-Destruct | 2016               | Blackened Recordings | Студиен албум | Траш метъл                              |  |
| 72 Seasons                    | 2023               | Blackened Recordings | Студиен албум | Траш метъл                              |  |

### Видеография
| Видео                                                      | Година на издаване | Издател |
| Cliff 'Em All                                              | 1987               |         |
| 2 of One                                                   | 1989               |         |
| Live Shit: Binge and Purge (Seattle '89 and San Diego '92) |                    |         |
| A Year And A half In The Life Of Metallica                 |                    |         |
| Cunning Stunts                                             | 1998               |         |
| S&M                                                        | 1999               |         |
| Classic Album – The Black Album                            | 2001               |         |
| Some Kind Of Monster                                       | 2005               |         |
| Metallica – The Videos 1988 – 2003                         | 2006               |         |

### Песни към филмов саундтрак
| Песен                             | Филм, към който е саундтрак             |
| „For whom the bell tolls“         | „Zombieland“                            |
| „I Disappear“                     | Mission: Impossible 2                   |
| „Little Boy You're Going to Hell“ | South Park – Bigger, Longer and Uncut   |
| „We Did It Again“                 | Biker Boyz Soundtrack, Longer and Uncut |

* Заб.: Тези песни не фигурират в нито един от албумите на Металика, написани са специално за съответните филми, освен песните I Disappear и For whom the bell tolls.

### Други песни
- „53rd And 3rd“ – кавър версия на едноименната песен на Ramones, включена в трибютния албум „We're a Happy Family: A Tribute to the Ramones“, издаден през 2003, както и в компилацията „Big Day Out 2004“.
- „The Ecstasy of Gold“ – кавър версия на едноименната песен на Енио Мориконе, песента е от филма „The Good, the Bad and the Ugly“ и както знаят всички фенове, концертите на Metallica започват с оригиналната версия.
- „No Leaf Clover“ – песен записана и изпълнена за първи път на концерта „S&M“ от 1999.
- „Human“ – песен записана и изпълнена за първи път на концерта „S&M“ от 1999.
- „Remember Tomorrow“ – кавър на песента на Айрън Мейдън, изпълнена от Metallica и включена в трибютния албум Maiden Heaven: A Tribute To Iron Maiden от 2008 г.
- „When A Blind Man Cries“ – кавър на песента на Deep Purple.

## Трибюти на Металика

### Групи
- Apocalyptica – Група, състояща се от четирима фенове на Metallica и метъл музиката, изпълняващи главно инструментални кавър версии на песни на Metallica единствено на виолончела. Имат три издадени албума, като първият от тях е изцяло трибют на Metallica, а другите два съдържат и собствени композиции, някои от които са с гост-вокали, а има и кавъри на други метъл групи.
- Beatallica – Страничен проект на двама американски музиканти, правещи кавър-пародии на песни на британската група Бийтълс в стил Metallica, като комбинират текстове от песни на двете групи.

### Албуми
- „Tribute to Metallica“ (1993) – Die Krupps
- „Metal Militia: A Tribute to Metallica“ (1994) – компилация от кавъри на песни на Металика
- „Apocalyptica: Plays Metallica by Four Cellos“ (1996) – Apocalyptica
- „Blackest: A Tribute to Metallica“ (1998) – компилация от кавъри на песни на Металика, изпълнени от различни индъстриъл метъл групи
- „Overload: A Tribute to Metallica“ (1998) – Overload
- „Phantom Lords: A Tribute to Metallica“ (1999)
- „Blackest, Vol.2: A Metallica Tribute“ (2000)
- „A Metal Tribute to Metallica“ (2000) – компилация от блек и дет метъл кавъри на песни на Металика
- „A Punk Tribute to Metallica“ (2001) – компилация от пънк кавъри на песни на Металика, изпълнени от различни групи
- „Overload, Vol.2: A Tribute to Metallica“ (2001)
- „Total Overload, Vol. 1 & 2: A Tribute to Metallica“ (2001)
- „Metallic Assoult: A Tribute to Metallica“ (2001)
- „Metalliclash: Tribute to Metallica“ (2002)
- „String Quartet Tribute to Metallica“ (2003) – Angry String Orchestra
- „Metallica Tribute: None Blacker“ (2003)
- „Fade to Bluegrass: The Bluegrass Tribute to Metallica“ (2003) – Iron Horse
- „Metallica: The Ultimate Tribute Album“ (2004) – компилация от кавъри на песни на Металика, изпълнени от различни групи
- „World's Greatest Metallica Tribute“ (2004)
- „Unforgiven: The Songs of Metallica“ (2004)
- „Death Magnetic“ (2008)
- „72 seasons“ (2023)

## Металика в България
- 1999 Пловдив – Стадион „Пловдив“
- 2008 София – Стадион „Васил Левски“
- 2010 София – Стадион „Васил Левски“